# Neomortonia nummularia
Neomortonia nummularia är en tvåhjärtbladig växtart som först beskrevs av Johannes von Hanstein, och fick sitt nu gällande namn av Wiehler. Neomortonia nummularia ingår i släktet Neomortonia och familjen Gesneriaceae. Inga underarter finns listade i Catalogue of Life.